# Podnoszenie ciężarów na Igrzyskach Azjatyckich 2002
Podnoszenie ciężarów na Igrzyskach Azjatyckich 2002 odbywało się w dniach 30 września–10 października 2002 roku. Rywalizacja odbywała się w ośmiu konkurencjach dla mężczyzn i siedmiu dla kobiet.

## Podsumowanie

### Klasyfikacja medalowa
| Miejsce | państwo          | Złoto | Srebro | Brąz | Razem |
| ------- | ---------------- | ----- | ------ | ---- | ----- |
| 1       | Chiny            | 9     | 1      | 1    | 11    |
| 2       | Kazachstan       | 2     | 1      | 0    | 3     |
| 3       | Iran             | 1     | 3      | 3    | 7     |
| 4       | Korea Południowa | 1     | 1      | 4    | 6     |
| 5       | Korea Północna   | 1     | 1      | 0    | 2     |
| 6       | Katar            | 1     | 0      | 0    | 1     |
| 7       | Tajlandia        | 0     | 3      | 0    | 3     |
| 8       | Mjanma           | 0     | 2      | 1    | 3     |
| 9       | Chińskie Tajpej  | 0     | 1      | 2    | 3     |
| 9       | Indonezja        | 0     | 1      | 2    | 3     |
| 11      | Uzbekistan       | 0     | 1      | 1    | 2     |
| 12      | Japonia          | 0     | 0      | 1    | 1     |
| Razem   | Razem            | 15    | 15     | 15   | 45    |

### Medaliści

#### Mężczyźni
| Konkurencja | 1. miejsce         | 2. miejsce              | 3. miejsce                  |
| Mężczyźni   | Mężczyźni          | Mężczyźni               | Mężczyźni                   |
| ----------- | ------------------ | ----------------------- | --------------------------- |
| 56 kg       | Wu Meijin          | Wang Shin-yuan          | Yang Chin-yi                |
| 62 kg       | Le Maosheng        | Im Yong-su              | Cho Hyo-won                 |
| 69 kg       | Zhang Guozheng     | Erwin Abdullah          | Mehdi Panzwan               |
| 77 kg       | Siergiej Filimonow | Mohammad Hosejn Barkhah | Mohammad Ali Falahatinedżad |
| 85 kg       | Song Jong-shik     | Hadi Panzwan            | Bakhtiyor Nurullaev         |
| 94 kg       | Bachyt Achmetow    | Kurosz Bagheri          | Lee Ung-jo                  |
| 105 kg      | Said Saif Asaad    | Cui Wenhua              | Hossein Tavakkoli           |
| +105 kg     | Hosejn Rezazade    | Igor Khalilov           | Munehiro Morita             |

#### Kobiety
| Konkurencja | 1. miejsce    | 2. miejsce       | 3. miejsce          |
| Kobiety     | Kobiety       | Kobiety          | Kobiety             |
| ----------- | ------------- | ---------------- | ------------------- |
| 48 kg       | Li Zhuo       | Kay Thi Win      | Raema Lisa Rumbewas |
| 53 kg       | Ri Song-hui   | Udomporn Polsak  | Meng Xianjuan       |
| 58 kg       | Zhou Yan      | Wandee Kameaim   | Tanti Pratiwi       |
| 63 kg       | Liu Xia       | Khin Moe Nwe     | Kuo Ping-chun       |
| 69 kg       | Liu Chunhong  | Pawina Thongsuk  | Mya Sanda Oo        |
| 75 kg       | Sun Ruiping   | Tatjana Chromowa | Kim Soon-hee        |
| +75 kg      | Tang Gonghong | Jang Mi-ran      | Moon Kyung-ae       |